# Damallsvenskan de 2017

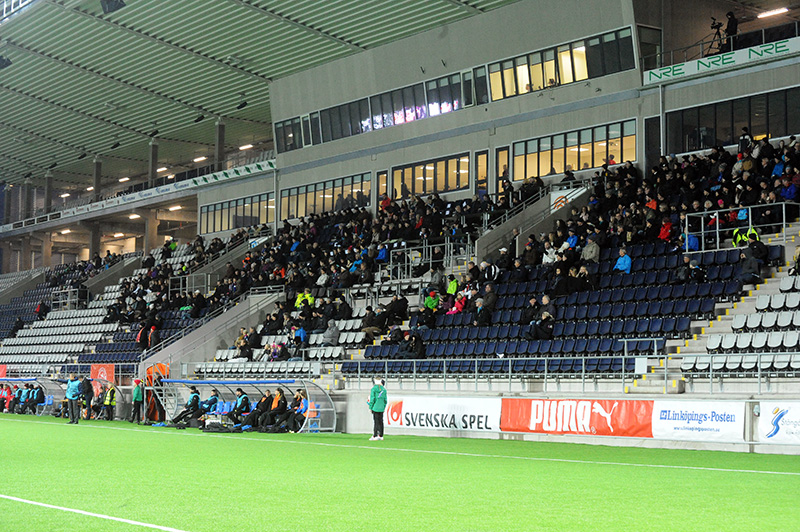
A Arena de Linköping, onde joga o Linköpings FC.

Damallsvenskan 2017 foi a divisão principal do Campeonato Sueco de Futebol Feminino de 2017.
Foi disputada por 12 clubes, e decorreu entre abril e novembro de 2017.
Os novos participantes desta temporada – promovidos da Elitettan – foram o IF Limhamn Bunkeflo e o Hammarby IF DFF.
O campeão da temporada foi o Linköpings FC. O vice-campeão o FC Rosengård.
Os rebaixados para a Elitettan foram o Kvarnsvedens IK e o KIF Örebro.

## Campeão
| Damallsvenskan 2017   |
| Sweden                |
| --------------------- |
| Linköpings FC Campeão |

## Participantes
- Djurgårdens IF
- Eskilstuna United
- FC Rosengård
- Hammarby IF
- IF Limhamn Bunkeflo
- KIF Örebro
- Kopparbergs/Göteborg
- Kristianstads DFF
- Kvarnsvedens IK
- Linköpings FC
- Piteå IF
- Vittsjö GIK